# واشنطن ديوك
واشنطن ديوك (بالإنجليزية: Washington Duke)‏ هو شخصية أعمال أمريكي، ولد في 18 ديسمبر 1820 في مقاطعة أورانج في الولايات المتحدة، وتوفي في 8 مايو 1905.

## وصلات خارجية
- واشنطن ديوك على موقع الموسوعة البريطانية (الإنجليزية)